# Rechtsgeschichte (Zeitschrift)
Rechtsgeschichte (Rg) ist die Zeitschrift des Max-Planck-Instituts für Rechtsgeschichte und Rechtstheorie (bis 2020 Max-Planck-Instituts für europäische Rechtsgeschichte) in Frankfurt am Main. Herausgeber sind Marietta Auer, Thomas Duve und Stefan Vogenauer. Die Zeitschrift erscheint einmal jährlich gedruckt und online. Die gedruckte Ausgabe hat einen Umfang von etwa 500 Seiten.

## Geschichte
Die Rechtsgeschichte ersetzte von 2002 bis 2012 zweimal jährlich als Nachfolgepublikation die von Helmut Coing begründete, seit 1967 erschienene und im Jahre 2001 eingestellte Zeitschrift Ius Commune. Ab 2012 erscheint die Zeitschrift als Jahresband unter dem Titel Rechtsgeschichte – Legal History. Wie ihre Vorgängerin erscheint sie im Frankfurter Verlag Vittorio Klostermann. Die ursprünglich als Hauszeitschrift des Max-Planck-Instituts für europäische Rechtsgeschichte konzipierte Publikation entwickelte sich im Laufe der Zeit zu einer international beachteten Fachzeitschrift für rechtshistorische Forschung.

## Inhalte
Die Zeitschrift enthält Aufsätze in- und ausländischer Wissenschaftler verschiedener Disziplinen zur deutschen und europäischen Rechtsgeschichte, wobei sowohl zivil-, straf- als auch öffentlich-rechtliche sowie kanonistische Themen vertreten sind. Manche Beiträge weisen auch über die Grenzen des Fachgebietes hinaus und berühren z. B. rechtsphilosophische oder kunstgeschichtliche Fragestellungen. Die meisten Ausgaben enthalten neben Aufsätzen in deutscher Sprache auch fremdsprachige Beiträge, z. B. in Englisch, Spanisch und Italienisch. Mit ihrer internationalen, interdisziplinären und multilingualen Konzeption trägt sie der Vielfalt globaler Rechts- und Forschungskulturen Rechnung.
Die Inhalte der Ausgaben gliedern sich in die Rubriken
„Recherche“ mit Originalarbeiten zu verschiedenen Themen,
„Fokus“ mit Beiträgen zu einem thematischen Schwerpunkt,
„Forum“ oder je nach Konzeption des Bandes in der „Debatte“ mit kurzen Stellungnahmen zu von den Herausgebern vorgegebenen Themen und
„Kritik“ mit wissenschaftlichen Rezensionen zur aktuellen rechtshistorischen Produktion.
Dabei müssen nicht in jedem Heft immer alle Rubriken vertreten sein. Manche Ausgaben haben einen thematischen Schwerpunkt, z. B. das Mittelalter. Die Ausgabe 19 (2011) widmete sich anlässlich des 70. Geburtstages des Frankfurter Rechtshistorikers Michael Stolleis ganz der Geschichte des öffentlichen Rechts und gliederte die Aufsätze nach den Anfangsbuchstaben der Nachnamen der Autoren. Die Zeitschrift enthält – für eine juristische Fachzeitschrift recht ungewöhnlich – teilweise auch Abbildungen.

## Open Access
Ab 2012 erscheint die Zeitschrift nun sofort gedruckt und online im Open-Access. Die Ausgaben 1 bis 19 stellt das Max-Planck-Institut für europäische Rechtsgeschichte allen Interessierten nach 3 Jahren Frist auf seiner Internetseite im PDF-Format kostenlos zur Verfügung.